# El Pintor
El Pintor es el quinto álbum de estudio de la banda neoyorkina de rock Interpol, puesto a la venta el 8 de septiembre de 2014 bajo Matador Records. Autoproducido por la banda y grabado en los estudios Electric Lady y sonido Atómica en la ciudad de Nueva York , el álbum fue diseñado por James Brown, quien es conocido por su trabajo de Foo Fighters, y mezclado por Alan Moulder , quien es conocido por su producción y mezclando el trabajo de My Bloody Valentine, Swervedriver , The Smashing Pumpkins y Nine Inch Nails.
El título del álbum, es un anagrama de Interpol. Es el primer álbum de la banda sin el bajista Carlos Dengler, que se había apartado de la banda después del lanzamiento del álbum homónimo de la banda en 2010. La banda se hizo cargo de las funciones bajo en el álbum por el líder de Paul Banks . El álbum cuenta con las colaboraciones por Brandon Curtis del grupo Secret Machines, Roger Joseph Manning Jr. y Rob Moose de Bon Iver. La banda se embarcó en una gira de verano en el acompañamiento con el álbum.

## Lista de canciones
Todas las canciones escritas y compuestas por Interpol. 
| N.º | Título                   | Duración |  |
| 1.  | «All the Rage Back Home» | 4:22     |  |
| 2.  | «My Desire»              | 5:00     |  |
| 3.  | «Anywhere»               | 3:12     |  |
| 4.  | «Same Town, New Story»   | 4:09     |  |
| 5.  | «My Blue Supreme»        | 3:09     |  |
| 6.  | «Everything Is Wrong»    | 3:32     |  |
| 7.  | «Breaker 1»              | 4:13     |  |
| 8.  | «Ancient Ways»           | 3:00     |  |
| 9.  | «Tidal Wave»             | 4:17     |  |
| 10. | «Twice as Hard»          | 4:56     |  |

iTunes Pre-order
| iTunes pre-order |              |          |  |
| N.º              | Título       | Duración |  |
| 11.              | «The Depths» | 4:08     |  |

Deluxe Edition
| Target deluxe edition |                                            |          |  |
| N.º                   | Título                                     | Duración |  |
| 11.                   | «Malfeasance»                              | 4:36     |  |
| 12.                   | «Slow Hands» (live at the Brixton Academy) | 3:18     |  |

## Posicionamiento en lista
| Lista (2014)                            | Posiciones |
| --------------------------------------- | ---------- |
| Australia (ARIA)                        | 11         |
| Austria (Ö3 Austria)                    | 13         |
| Bélgica (Ultratop flamenca)             | 11         |
| Bélgica (Ultratop valona)               | 11         |
| Canadá (Billboard Canadian Albums)      | 15         |
| Dinamarca (Hitlisten)                   | 30         |
| Países Bajos (Album Top 100)            | 16         |
| Finlandia (Suomen Virallinen Lista)     | 45         |
| Alemania (Media Control Charts)         | 11         |
| Italian Albums (FIMI)                   | 25         |
| Nueva Zelanda (Recorded Music NZ)       | 27         |
| Polonia (ZPAV)                          | 50         |
| Portugal (AFP)                          | 11         |
| España (PROMUSICAE)                     | 25         |
| Suiza (Schweizer Hitparade)             | 11         |
| Reino Unido (UK Albums Chart)           | 9          |
| Estados Unidos (Billboard 200)          | 7          |
| Estados Unidos (Top Alternative Albums) | 1          |
| Estados Unidos (Digital Albums)         | 11         |
| Estados Unidos (Independent Albums)     | 2          |
| Estados Unidos (Top Rock Albums)        | 2          |
| Estados Unidos (Top Tastemaker Albums)  | 2          |

## Músicos
Interpol
- Paul Banks – Voz y Guitarra rítmica
- Daniel Kessler – Guitarra líder, Piano
- Sam Fogarino – Batería y Percusión

### Adicionales
- Alan Moulder – Mezclador
- Greg Calbi – Ingeniero de Masterización